# Balotești (okręg Ilfov)
Balotești – wieś w Rumunii, w okręgu Ilfov, w gminie Balotești. W 2011 roku liczyła 6286 mieszkańców.